# (523693) 2014 FT71
2014 FT71, também escrito como 2014 FT71, é um objeto transnetuniano (TNO) que está localizado no Cinturão de Kuiper, uma região do Sistema Solar.  Ele possui uma magnitude absoluta de 4,7 e tem um diâmetro estimado com cerca de 507 km. O astrônomo Mike Brown lista este corpo celeste em sua página na internet como um candidato a possível planeta anão.

## Descoberta
2014 FT71 foi descoberto no dia 24 de março de 2014.

## Órbita
A órbita de 2014 FT71 tem uma excentricidade de 0,131 e possui um semieixo maior de 43,614 UA. O seu periélio leva o mesmo a uma distância de 37,881 UA em relação ao Sol e seu afélio a 49,346 UA.